# Aleksandr Georgiew
Aleksandr Georgiewicz Georgiew  (ros. Александр Георгиевич Георгиев; ur. 10 lutego 1996 w Ruse, Aa, Bułgaria) – rosyjski hokeista bułgarskiego pochodzenia, gracz NHL, reprezentant Rosji.

## Kariera klubowa
- HC TPS Turku (21.08.2014 – 18.07.2017)
- New York Rangers (18.07.2017 – 7.07.2022)
  -  Hartford Wolf Pack (2017 – 2019)
- Colorado Avalanche (17.03.2022 -

## Kariera reprezentacyjna
- Reprezentant Rosji na  MŚJ U-20 w 2016
- Reprezentant Rosji na MŚ w 2019

## Sukcesy
Reprezentacyjne
- Srebrny medal z reprezentacją Rosji na  MŚJ U-20 w 2016
- Brązowy medal z reprezentacją  Rosji na MŚ w 2019